# Edificio Consistorial de Copiapó

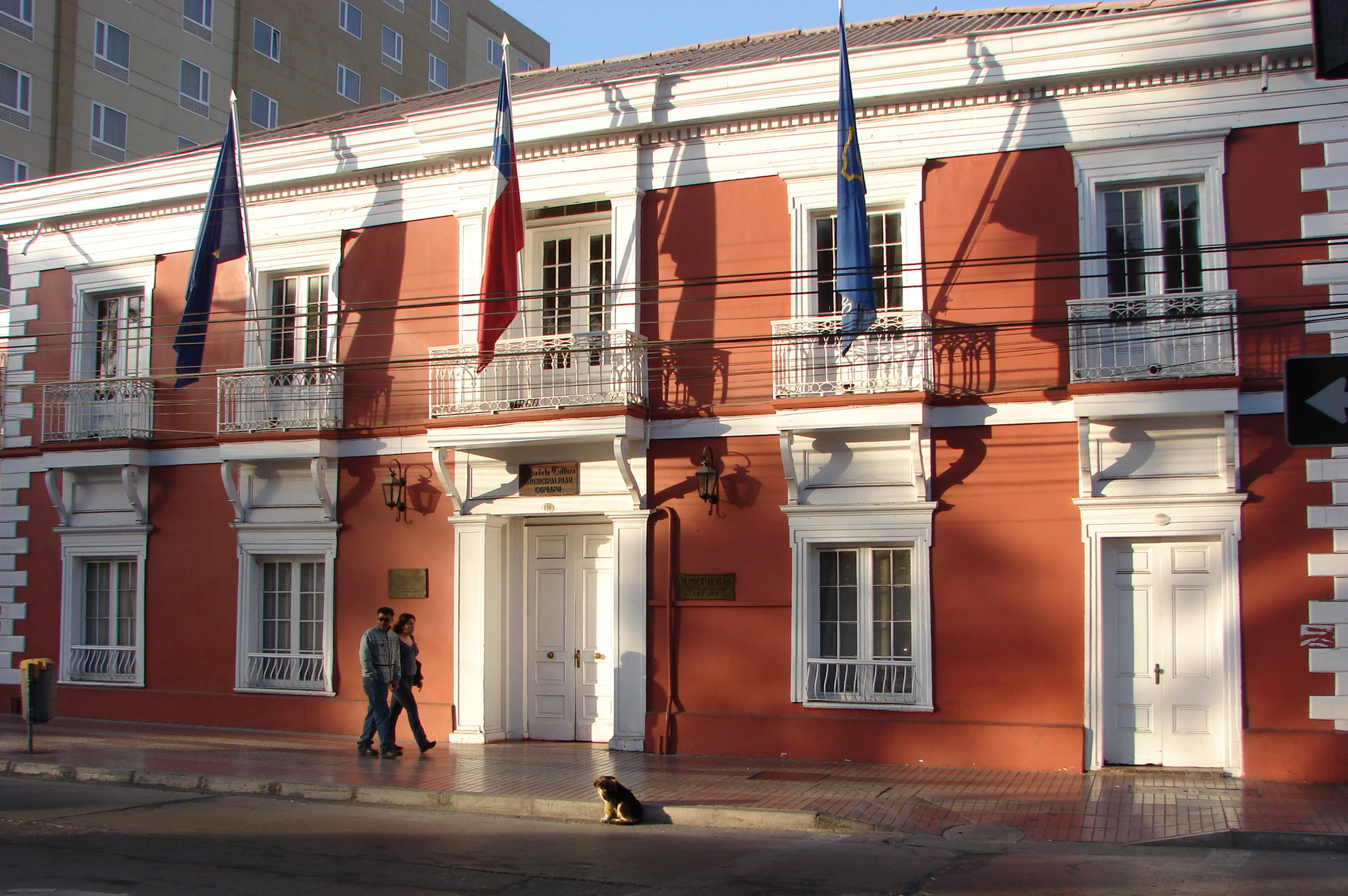
Frontis del edificio

El Edificio Consistorial de Copiapó es un edificio de estilo neoclásico con terminaciones inspiradas en la arquitectura tradicional europea construido en 1860 en Copiapó, durante el período de apogeo minero de la zona. Fue declarado como monumento nacional el 22 de septiembre de 1993 por el presidente Patricio Aylwin y actualmente ejerce como "Casa de la cultura".

## Construcción
Fue construido en los terrenos que solían pertenecer al Corregidor y Justicia Mayor Francisco Cortés Cartavío y Roldán quien fundó la ciudad hispana de San Francisco de la Selva de Copiapó el 8 de diciembre de 1744, por disposición del Gobernador José Manso de Velasco, sobre un antiguo asentamiento indígena del Valle de Copayapu.

## Estilo

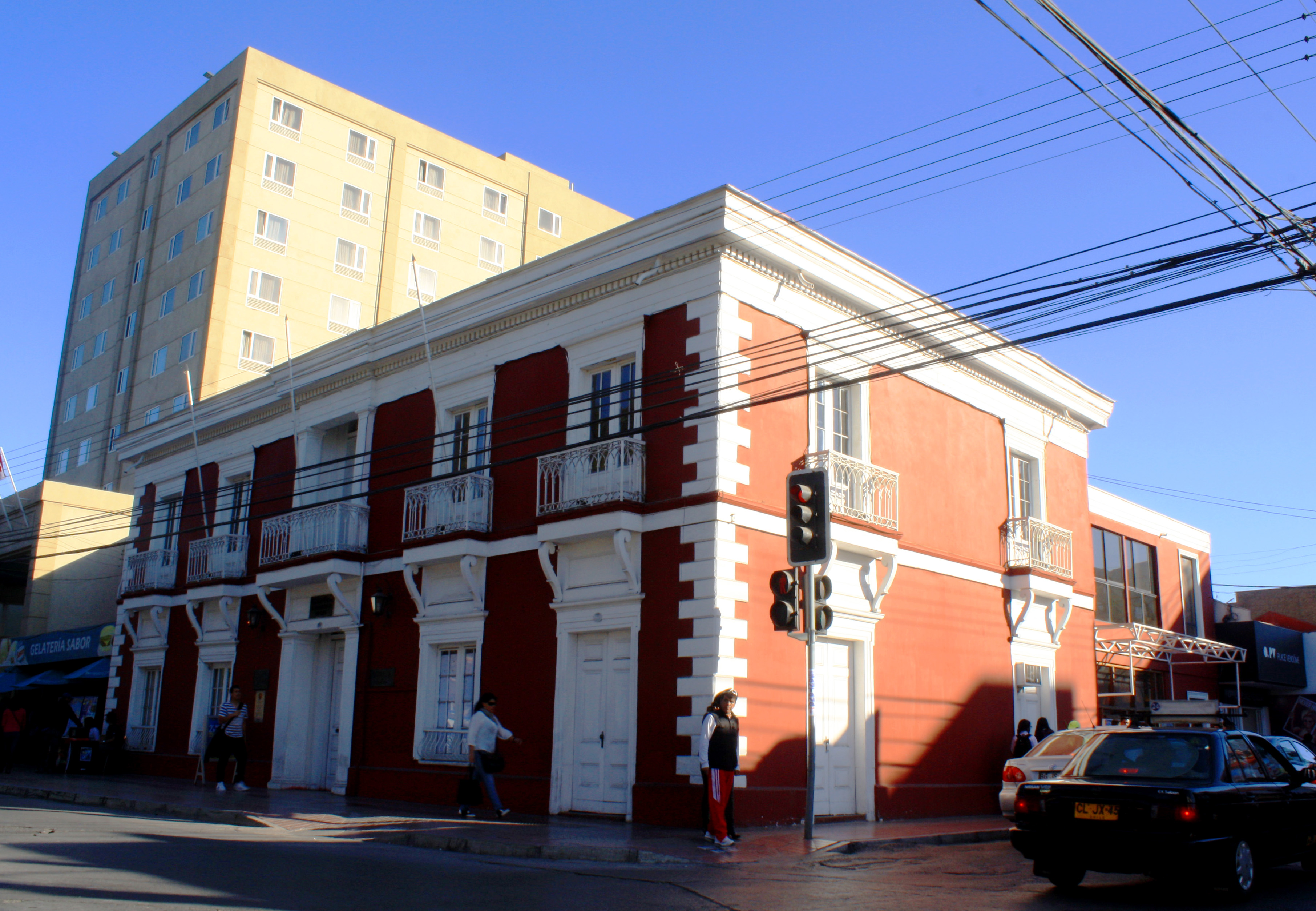
Vista del edificio desde una esquina

Su estilo es neoclásico con terminaciones inspiradas en la arquitectura tradicional europea, como la secuencia de bloques esquineros en su vértice y su cornisa de carpintería. Se logró este resultado con un cuidadoso trabajo de tabiques sobre vigas y adobe-quincha en esqueletos de caña, propio de la ciudad y de la zona geográfica en general. Todas sus ventanas en el segundo nivel cuentan con balconetes de hierro en forja ornamental. No es perfectamente simétrico, pero su diseño sólido como unidad resultó sumamente uniforme, aunque se ha atenuado un poco esta característica por la "fusión" del edificio (tanto en color como funcionalidad) con un pasaje comercial y artesanal que lo contornea por las dos caras interiores.